# La Garita, Veracruz
La Garita är en ort i Mexiko.   Den ligger i kommunen Chontla och delstaten Veracruz, i den sydöstra delen av landet, 240 km nordost om huvudstaden Mexico City. La Garita ligger 188 meter över havet och antalet invånare är 584.
Terrängen runt La Garita är varierad. Runt La Garita är det ganska glesbefolkat, med 23 invånare per kvadratkilometer. Närmaste större samhälle är Tamalín, 11,4 km öster om La Garita. I omgivningarna runt La Garita växer i huvudsak städsegrön lövskog.